# Флотація окиснених поліметалічних руд
Флотація окиснених поліметалічних руд

## Характеристика вихідного матеріалу
Окиснені і змішані поліметалічні руди характеризуються складнішим мінеральним і хімічним складом ніж сульфідні, збільшеним вмістом глинистих мінералів і шламів, які значно ускладнюють технологію збагачення.
В змішаних і окиснених поліметалічних рудах крім сульфідних мінералів (галеніту, сфалериту, халькопіриту і піриту) міститься значна кількість окиснених мінералів міді, свинцю і цинку — малахіт, азурит, церусит, англезит, смітсоніт, каламін, а також різних оксидів заліза, які роблять ці руди дуже важкозбагачуваними.
Мінерали пустої породи в поліметалічних рудах представлені також дуже широко: поряд з кварцом, кальцитом і доломітом присутні барит, флюорит, апатит, мусковіт, біотит, польові шпати.
Змішані поліметалічні руди характеризуються вмістом окиснених сполук свинцю на рівні 10 — 85 %, а окиснені — 40 — 85 % вмістом окиснених сполук свинцю).
Окиснені мінерали свинцю, і перш за все церусит і англезит, погано флотуються сульфгідрильними збирачами. Тому окиснені мінерали свинцю флотуються ксантогенатами тільки після сульфідизації їхньої поверхні сульфідом натрію. Оптимальне значення рН для сульфідизації церуситу 8,5 — 9,3, для сульфідизації англезиту 7,5 — 8,2. За здатністю до сульфідизації і наступної флотації окиснені мінерали свинцю можна розділити на такі групи: мінерали, які легко сульфідизуються і легко флотуються — церусит, англезит і вульфеніт; мінерали, які погано сульфідизуються і слабко флотуються — міметезит і піроморфіт; мінерал, який не сульфідизується і не флотується — плюмбоярозит. Але якщо плюмбоярозит зустрічається в окисненій свинцево-мідній руді, то після вилуговування окисленої міді він переходить в англезит, який може бути флотованим звичайним способом після сульфідизації.
Для окиснених свинцевих мінералів можливе застосування флотації жирнокислотними збирачами — олеїновою кислотою, олеатом натрію, нафтеновими кислотами, таловим маслом. Однак використання цих збирачів обмежується рудами, що не містять доломіту, вапняків, оксидів заліза, які також добре флотуються оксигідрильними збирачами, а їхня депресія рідким склом часто неефективна.
Ширше розповсюдження мають змішані сульфідно-окиснені руди, в яких міститься 15 — 80 % свинцю у вигляді окиснених мінералів (в основному, в вигляді церуситу і англезиту). Ці руди у залежності від співвідношення між сульфідними і окисненими мінералами збагачуються флотацією за схемами двох типів: роздільної або спільної флотації.

## Технологія флотації
За схемою роздільної флотації збагачують руди, у яких співвідношення сульфідних і окиснених форм свинцю становить 1:1. За такою схемою при невеликих витратах сірчистого натрію і збирача флотують галеніт, а потім після сульфідизації сірчистим натрієм — окиснені свинцеві мінерали. При цьому велика концентрація сірчистого натрію у пульпі звичайно погіршує процес сульфідизації і свинцеві мінерали можуть навіть депресуватися, a селективність флотації різко знижуватися. Тому застосовується порційна подача сірчистого натрію, яка забезпечує утворення на поверхні окиснених мінералів стійкої сульфідної плівки. Однак при порційній подачі сірчистого натрію слід ураховувати різну здатність мінералів до сульфідизації і швидке окиснення сірчистих і гідросірчистих йонів до сульфат-йонів при інтенсивній аерації пульпи у флотаційних камерах.
В практиці збагачення змішаних свинцевих руд найбільше розповсюдження одержала схема спільної флотації галеніту і окиснених свинцевих мінералів після сульфідизації останніх. Дуже часто в свинцевих рудах одним із основних супутніх мінералів є барит. Якщо вміст бариту має промислове значення, руда збагачується з одержанням двох концентратів: свинцевого і баритового.
Найчастіше свинцево-баритові руди характеризуються тонким і нерівномірним вкрапленням. Технологічна схема передбачає дво-, тристадійне дроблення і тристадійне подрібнення. Перша стадія подрібнення здійснюється до крупності 45 — 50 % класу –0,074 мм. Подрібнений матеріал направляється на першу основну свинцеву флотацію, яка проводиться з подачею сірчистого натрію для сульфідизації окиснених мінералів свинцю, збирача — суміші бутилового і етилового ксантогенатів, дитіофосфату і спінювача Т-66.
Крупність подрібнення у другій і третій стадіях складає відповідно 75 — 80 % (ІІ стадія) і 100 % (ІІІ стадія) класу –0,074 мм.
Дитіофосфат у свинцеву флотацію додається з метою підвищення вилучення окиснених мінералів свинцю. Депресія піриту і відповідно підвищення якості свинцевого концентрату досягається подачею ціанистого натрію у першу перечисну свинцеву флотацію.
Відходи контрольної свинцевої флотації останньої стадії направляються на баритову флотацію, яка проводиться у присутності збирача — суміші олеїнової кислоти і алкілсульфату. Мінерали пустої породи депресуються рідким склом, яке подається в основну і перечисну флотацію.
Змішані і окиснені свинцево-цинкові руди відрізняються великою різноманітністю мінерального складу, співвідношенням сульфідних мінералів, вмістом свинцю і цинку в окиснених формах. У змішаних і окиснених свинцево-цинкових рудах містяться крім окиснених мінералів свинцю і цинку галеніт і сфалерит, а також сульфіди і оксиди міді, карбонати, оксиди і гідрооксиди заліза і марганцю, барит. Нерудні мінерали представлені кварцом, силікатами, кальцитом, доломітом.
Окиснені свинцеві мінерали флотуються сульфгідрильними збирачами після попередньої сульфідизації сірчистим натрієм. Сульфідизація проводиться при звичайній температурі у контактних чанах або безпосередньо у флотомашинах, при необхідності тривалого часу перемішування пульпи з сульфідизатором, який завантажується у млини.
З окиснених свинцевих мінералів найкращою флотованістю володіє церусит, англезит і вульфеніт флотуються важче, найбільш важкофлотований мінерал свинцю — плюмбоярозит.
Результати свинцевої флотації залежать не тільки від складу окиснених свинцевих мінералів, але й від речовинного складу руди. Легше за все збагачуються руди, в яких порода представлена силікатними мінералами, важче — руди з карбонатною породою, найбільші труднощі представляють руди, що містять значну кількість гідроксидів заліза, з якими зв'язана основна частина свинцю. Тому, якщо можливо, застосовується попереднє гравітаційне збагачення у важких суспензіях, відсадкою, гвинтовою сепарацією, яке дозволяє виділити частину породи у відвальні відходи перед флотацією.
При збагаченні змішаних і окиснених свинцево-цинкових руд разом з сірчистим натрієм використовують рідке скло, яке диспергує шлами і депресує флотацію породних мінералів.
Застосовується флотація окиснених мінералів свинцю спільно з галенітом і після вилучення галеніту. Подальша сульфідизація і окиснена флотація (флотація окиснених мінералів) дозволяють уникнути депресуючої дії сірчистого натрію на галеніт. При нерівномірному вкрапленні мінералів проводиться спільна стадіальна флотація. Сульфідизатор завантажується у кожну стадію флотації.
При наявності у рудах сфалериту застосовують такі схеми:
- — колективна флотація галеніту і окиснених свинцевих мінералів при депресії сфалериту цинковим купоросом, ціанідом і сірчистим натрієм, а потім флотація сфалериту після активації мідним купоросом;
- — пряма селективна флотація з послідовним виділенням галеніту, окиснених свинцевих мінералів і сфалериту;
- — пряма селективна флотація галеніту, сфалериту, при необхідності — піриту, окиснених свинцевих мінералів.

Окиснені цинкові мінерали флотуються після вилучення сульфідів і окиснених свинцевих мінералів. Для флотації окиснених цинкових мінералів розроблені два методи Девіса-Андреєвої і Рея.